# Камена Поруба (Вранов на Топлој)
Камена Поруба (слч. Kamenná Poruba) насељено је мјесто са административним статусом сеоске општине (слч. obec) у округу Вранов на Топлој, у Прешовском крају, Словачка Република.

## Становништво
| Година:    | 1994. | 2004.    | 2014.    | 2024.    |
| ---------- | ----- | -------- | -------- | -------- |
| Број људи: | 969   | 1160     | 1332     | 1727     |
| Разлика:   |       | +19,71 % | +14,82 % | +29,65 % |

| Година:    | 2023. | 2024.   |
| ---------- | ----- | ------- |
| Број људи: | 1660  | 1727    |
| Разлика:   |       | +4,03 % |

Према подацима о броју становника из 2024. године насеље је имало 1727 становника.